# Goeree-Overflakkee
Goeree-Overflakkee est une île et commune néerlandaise appartenant à la province de la Hollande-Méridionale. Située dans le sud-ouest de cette province, l'île est reliée aux autres îles et au continent par quatre barrages. Cette terre est plate et se trouve au même niveau que la mer ; seule la zone de dunes au nord-ouest est plus élevée.

## Géographie

Carte topographique de la commune de Goeree-Overflakkee, en septembre 2014

### Communes limitrophes
|  | Westvoorne, Hellevoetsluis, Nissewaard           | Hoeksche Waard                       |
|  | Goeree-Overflakkee                               | Moerdijk ( Brabant-Septentrional)    |
|  | Schouwen-Duiveland ( Zélande), Tholen ( Zélande) | Steenbergen ( Brabant-Septentrional) |

### Situation
Goeree-Overflakkee est entourée par la mer du Nord, le Haringvliet, le Volkerak et le Grevelingenmeer. Bien qu'elle fasse partie de la Hollande-Méridionale, les paysages qui caractérisent l'île et son dialecte lui donne des aspects plus zélandais que hollandais. 
Quatre barrages faisant partie du plan Delta permettent de connecter l'île : 
- le Hellegatsdam, sur lequel est connecté au sud-est le Volkerakdam liaison avec le Brabant-Septentrional et au nord-est le pont du Haringvliet en liaison avec Hoeksche Waard en Hollande-Méridionale,
- le Grevelingendam, liaison avec la partie orientale de Schouwen-Duiveland, sur lequel est connecté le Philipsdam qui assure la liaison avec Sint Philipsland,
- le Brouwersdam, liaison avec la partie occidentale de Schouwen-Duiveland, et
- le Haringvlietdam, liaison avec Voorne-Putten.

Entre 1966 et 2014, l'île est divisée en quatre communes, d'ouest en est : 
- Goedereede, englobant les localités de Goedereede (2 050 habitants), Ouddorp (6 200), Oostdijk, Stellendam (3 450) et Havenhoofd ;
- Dirksland, englobant les localités de Dirksland (4 800), Herkingen (1 250) et Melissant (2 150) ;
- Middelharnis, englobant les localités de Middelharnis (6 200), Sommelsdijk (7 450), Stad aan 't Haringvliet (1 450), Nieuwe-Tonge (2 650) et Battenoord ;
- Oostflakkee, englobant les localités de Oude-Tonge (4 750), Ooltgensplaat (2 350), Langstraat, Achthuizen (1 250), Den Bommel (1 450) et Zuidzijde.

## Histoire
De nos jours, Goeree-Overflakkee est une île. Elle n'existe sous cette forme que depuis 1751. Auparavant, plusieurs îles essayaient de lutter contre la mer, les plus importants étaient Goeree et Overflakkee. À partir d'elles, de nouvelles terres ont été conquises, et ont été rejointes. De nos jours, on peut toujours apercevoir les anciens contours par les formes des polders.
L'extrémité nord-ouest, appelée aussi la tête de l'île, faisait autrefois partie de l'île de Westvoorne, dont la partie septentrionale fait aujourd'hui partie de l'île de Voorne-Putten. L'île de Goeree s'appelait aussi Westvoorn (sans e). Là se trouve la ville de Goedereede, qui donne son nom à Goeree. En 1751, cette dernière fut reliée à Overflakkee par la construction de la digue Statendam, longue d'environ 5 kilomètres, construite par les États généraux de Hollande, elle n'est plus visible de nos jours.
Depuis la réalisation du Plan Delta, Goeree-Overflakkee n'est plus vraiment une île, à cause des cinq barrages qui la relient aux îles voisines et au continent, mais elle est toutefois toujours considérée comme telle.

## Politique et administration

### Conseil communal
Le conseil communal de Goeree-Overflakkee est actuellement constitué de 29 sièges.
| Parti                                      | 2014 29 sièges |
| ------------------------------------------ | -------------- |
| Parti politique réformé (SGP)              | 9              |
| Parti populaire libéral et démocrate (VVD) | 4              |
| Parti du travail (PvdA)                    | 4              |
| Union chrétienne (CU)                      | 4              |
| Appel chrétien-démocrate (CDA)             | 3              |
| Noyaux vitaux de Goeree-Overflakkee (VKGO) | 3              |
| Île de la liberté (Eiland van Vrijheid)    | 1              |
| Goeree-Overflakkee Ensemble (GOS)          | 1              |